# Bulbophyllum proudlockii
Bulbophyllum proudlockii là một loài phong lan thuộc chi Bulbophyllum.